# Слободян Олександр Іванович

## Слободян Олександр Іванович
Олександр Іванович Слободян народився 30 січня 1991 року в м. Ізяслав, Хмельницька область. Військовослужбовець Збройних Сил України російсько-української війни. Помер 14 вересня 2018 року від поранень.

## Життєпис
Дитячі шкільні роки  минули  в "Ізяславському  НВК "ЗОШ І-ІІІ ст. № 2, ліцей" ім. О.Кушнірука, який Олександр успішно закінчив у 2008 році. Збудував кар'єру військового, про яку мріяв під час навчання в школі. Закінчив Національну академію внутрішніх справ (м. Київ), був розділений на службу командиром навчального взводу Національної гвардії у м. Золочів, Львівської області. Тричі був у найгарячіших точках зони проведення АТО та ООС, захищаючи Батьківщину. У 2014 році - в Дебальцевому, у 2015 - під Бахмутом та у 2018 році - під Волновахою. Під час третьої ротації, 13 вересня  поблизу Волновахи внаслідок масованого обстрілу ворога зазнав поранень. На жаль, поранення були несумісні з життям і 14 вересня серце Олександра Слободяна зупинилось назавжди. Без сина лишились батьки.
17 вересня Ізяславщина прощалася з воїном. На площі Героїв Майдану відбулась церемонія  прощання з захисником. Поховали військовослужбовця  на центральному кладовищі міста на Алеї почесних поховань.

## Вшанування
Рішенням сорок другої сесії сьомого скликання від 07 грудня 2018 року № 1 присвоєно звання  "Почесний громадянин Ізяславського району" капітану Збройних Сил України Слободяну Олександру Івановичу (посмертно)
Відкриття пам'ятної дошки Слободяну Олександру Івановичу в Ізяславському ліцеї № 2 (2019 рік)

## Книги
Старостіна Л. Увійшли у безсмертя...Книга пам'яті Героїв Антитерористичної Операції та Операції Об'єднаних Сил із Хмельниччини. Частина друга. - Хмельницький, ФОП Цюпак А.А., 2019. - 96 с.